# (636872) 2014 YX49
(636872) 2014 YX49 est un centaure, coorbiteur d'Uranus observé pour la première fois le 26 décembre 2014 par Pan-STARRS. C'est le deuxième troyen connu d'Uranus et le quatrième coorbiteur de la planète découvert après (83982) Crantor, (687170) 2011 QF99 et (472651) 2015 DB216.  
L'astéroïde (636872) 2014 YX49 est un troyen temporaire d'Uranus autour du point de Lagrange L4. Cet objet est peut-être resté en tant que troyen uranien L4 pendant environ 60 000 ans et il pourrait continuer ainsi pendant 80 000 ans. Des simulations numériques suggèrent qu'il pourrait rester dans la zone co-orbitale d'Uranus pendant près d'un million d'années. Au 21 août 2020, il n'est cependant pas encore reconnu comme troyen d'Uranus par le Centre des planètes mineures.
En plus d'être un troyen uranien L4, 2014 YX49 est également piégé dans la résonance orbitale 7:20 avec Saturne ; par conséquent, ce corps mineur est actuellement soumis à une résonance à trois corps. L'autre troyen connu, 2011 QF99, est également dans cette configuration résonnante.